# Chumlee
Austin Russell (Henderson, Nevada, Estats Units, 8 de setembre del 1982), també conegut com a Chumblee, és una personalitat de la televisió reality nord-americana. És conegut per aparèixer al programa de televisió de History Channel, El Preu de la Història, on treballa en el Gold and Silver Pawn Shop a Las Vegas, Nevada amb els propietaris Rick Harrison i el seu pare, Richard Benjamin Harrison. Chumlee, que era amic de secundària d'en Corey "Big Hoss" Harrison, va ser contractat per Rick Harrison, co-propietari de la casa d'empenyoraments amb el seu pare, Richard Benjamin Harrison el 2004. El 2009, Chumlee era l'únic no-membre del clan Harrison a tenir un paper en el repartiment quan va debutar El Preu de la Història. Al programa, és sovint descrit com la part còmica, però sovint és valorat a la seva àrea d'especialització de les màquines de pinball, sabatilles de bàsquet i videojocs.
Austin Russell va néixer el 8 de setembre del 1982, en Henderson, Nevada, Estats Units. Russell va aconseguir el seu sobrenom quan tenia al voltant de 12 anys. A causa del seu gran rostre i barbeta, el pare d'un dels seus amics va afirmar que s'assemblava a una morsa anomenada Chumley de la sèrie de dibuixos animats Tennessee Tuxedo and His Tales. Quan era nen, es va convertir en un bon amic de Corey "Big Hoss" Harrison, el pare del qual, Rick Harrison, i el seu avi, Richard Benjamin Harrison, van obrir el mundialment famós Gold & Silver Pawn Shop el 1989, on Russell i Corey Harrison solien passar el temps quan eren nens.
A causa de la seva popularitat en la sèrie, Chumlee va començar el seu propi negoci de disseny de samarretes, venda d'articles de novetat, i l'organització de les seves pròpies presentacions personals. Per cada capítol, Chumlee guanya $ 25.000.

## Filmografia
| Any          | TV                    |
| 2011         | Nits amb Bruce Carter |
| 2010-2012    | American Restoration  |
| 2012         | iCarly                |
| 2010-2013    | The Tonight Show      |
| 2009-Present | Pawn Stars            |

## Vida personal
Russell gaudeix col·leccionant sabates, i posseeix més de 150 parells. També gaudeix dels esports, els jocs de vídeo, la música Punk, caminar en skate i conduir el seu Buick Regal lowrider 1986, el qual ha personalitzat amb suspensió hidràulica en la part davantera i posterior.
El 9 de març del 2016, la casa de Russell va ser registrada per la policia arran d'una recerca per un presumpte abús sexual. Després de la cerca, Russell va ser arrestat per possessió il·legal d'armes i drogues, sent alliberat l'endemà després de pagar la fiança.